# Kalte Asche
Kalte Asche (im englischen Originaltitel: Written in bone) ist ein Thriller des britischen Schriftstellers und Journalisten Simon Beckett. Die Originalausgabe erschien 2007 bei Bantam Press in London.
Das Taschenbuch stand fünf Wochen lang ununterbrochen auf Platz 1 in der Spiegel-Bestenliste. Kalte Asche ist der Nachfolger von Die Chemie des Todes.

## Inhalt

### Handlung
Dr. David Hunter ist ein anerkannter forensischer Anthropologe und wird von Detective Superintendent Graham Wallace vom Polizeipräsidium Inverness gebeten, eine verbrannte Leiche auf der abgelegenen schottischen Insel Runa zu untersuchen.
Zusammen mit Sergeant Fraser, Constable Duncan McKinney und dem früheren Polizisten Andrew Brody, der die Leiche in einem abgelegenen verlassenen Cottage entdeckt hat, untersucht Hunter Leiche und Fundort. Während zunächst alle möglichen Ursachen von einem Brand bis hin zu einer spontanen menschlichen Selbstentzündung in Betracht gezogen werden, stellt Dr. Hunter fest, dass es sich um Mord handelt. McKinney bewacht von einem Wohnmobil aus den Tatort, bis Verstärkung vom Festland kommt, welche jedoch wegen eines schweren Sturms, der auch elektronische Kommunikationswege unterbricht, erst in ein paar Tagen eintreffen kann. Hunter untersucht die Leiche im Gemeindezentrum und identifiziert sie als eine Prostituierte aus Stornoway. Das Gemeindezentrum, das Cottage und der Wohnwagen werden niedergebrannt und Duncan getötet; offensichtlich möchte der Täter seine Spuren verwischen.
Nach weiteren Zwischenfällen wie dem Mord an einer Journalistin wird der Gönner Runas, Michael Strachan, festgenommen. Er sagt aus, dass seine Ehefrau Grace, die in Wirklichkeit seine Schwester ist, die Täterin sein muss. Er erklärt, dass sie als Jugendliche eine inzestuöse Beziehung begonnen haben und seine eifersüchtige Schwester Nebenbuhlerinnen tötet. Nach jedem Mord fangen die Strachans an einem anderen Ort neu an. Strachan war auch ein Kunde der toten Prostituierten. Da Grace wenige Stunden zuvor erfahren hat, dass Anna, die Tochter der örtlichen Hotelbesitzerin Ellen McLeod, eine heimliche Tochter von Michael ist, eilen Hunter, Fraser, Brody und Michael Strachan zum Hotel. Als sie dort eintreffen, hat Grace bereits einen zufällig Anwesenden getötet und bedroht Anna mit einem Messer. Michael Strachan überwältigt seine Schwester, die ihn dabei jedoch versehentlich schwer verletzt. Grace hatte zuvor in ihrer Wut die Küche zerstört, Gas strömt aus dem Herd aus. Der verblutende Michael bringt den Herdanzünder an sich und schickt alle Anwesenden aus dem Haus und hält Grace fest, damit sie nicht flieht. Als die anderen sich in Sicherheit gebracht haben, explodiert das Gebäude.
Nach dem Abklingen des Sturms übernimmt ein Spezialistenteam vom Festland die Untersuchung des Falls, doch Hunter vermutet, dass Brody die Prostituierte und Constable McKinney getötet hat. Brody erklärt sich: Auf der Suche nach seiner vermissten Tochter Rebecca wurde er auf die ermordeten Frauen und Michael Strachan aufmerksam. Er folgte ihm nach Runa, um ihn zu beobachten und Beweise zu sammeln. Strachan war Kunde der Prostituierten. Brody tötete sie versehentlich bei einem Streit und verbrannte die Leiche in dem Cottage auf Runa, um die Polizei auf Michael Strachan als möglichen Serienmörder aufmerksam zu machen. Den Polizisten McKinney tötete Brody, weil dieser Verdacht schöpfte. Nach dem Geständnis begeht Brody Selbstmord.
Monate später meldet sich eine Frau bei Dr. Hunter, die sich als die verschwundene Rebecca Brody ausgibt. Es ist Grace Strachan, die sich vor der Explosion retten konnte. Sie sticht Hunter nieder und flüchtet. Das Buch endet ohne Andeutung darauf, ob Hunter den Anschlag überlebt.

### Personen
Dr. David Hunter, ein forensischer Anthropologe aus London, der auf einer Body Farm in den USA ausgebildet wurde. Er übt seinen Beruf mit viel Engagement aus, hadert seit dem Unfalltod von Frau und Tochter aber mit der nötigen Distanz zu den Opfern, die er untersucht. Er führt eine schwierige Beziehung mit Jenny.
Andrew Brody ist ein ehemaliger Polizist der Mordkommission, der lange nach seiner verschwundenen Tochter gesucht hat und seinen Ruhestand auf Runa verbringt. Er meldet die Leiche im Cottage der Polizei und arbeitet eng mit Hunter zusammen. Er hegt Groll gegen Michael Strachan.
Sergeant Fraser ist ein Polizist mit wenig Engagement. Er ist übergewichtig, mürrischer Alkoholiker und schiebt unangenehme Tätigkeiten auf seinen untergebenen Kollegen ab. Er möchte bei seinen Vorgesetzten nicht durch eine vermeintliche Überdramatisierung der Ereignisse auffallen und überlässt daher wichtige Entscheidungen bezüglich der Ermittlung Hunter und Brody.
Das Paar Michael und Grace Strachan stammt aus Südafrika, hat die Welt bereist und unterstützt nun die Insel Runa mit viel Geld. Beide sind wegen ihrer Attraktivität und ihrer charmanten Charaktere bei den meisten Inselbewohnern beliebt.
Ellen McLeod führt Hotel und Bar von Runa. Sie lebt dort mit ihrer Tochter Anna, deren Vater sie geheim hält. Sie ist sehr beliebt und weiß mit den Einheimischen umzugehen, wenn es Probleme gibt.
Die übrigen Einwohner stellen eine verschworene Gemeinschaft dar. Der allgemeine Treffpunkt ist die Bar des Hotels, in der einige Stammgäste zu viel Alkohol trinken. Die Einwohner wollen nicht glauben, dass jemand aus ihren Reihen ein Mörder sein kann, und reagieren auf die Ermittler und deren Feststellungen mit Misstrauen und sogar Aggressivität. Erst als mit der Journalistin und Grace Strachan Einheimische angegriffen werden, erkennen sie den Ernst der Lage und unterstützen die Ermittlungen.

## Hintergrund
Die fiktive Insel Runa heißt eigentlich North Rona und ist nicht bewohnt; lediglich die Nachbarinsel Lewis and Harris mit der Hauptstadt Stornoway ist bewohnt. Die verlassene Insel St. Kilda wird öfters erwähnt.

## Kritiken
„Wieder bricht etwas Fremdes, Bedrohliches in eine abgeschottete Gemeinschaft ein. Wieder verursachen Morde eine wachsende Hysterie. Eine simple Handlung, aber dem Publikum gefällt es.“
„Und tatsächlich gelingt es dem Autor, mit der Lösung am Ende des Buches zu überraschen. Schade, dass er dafür in Kauf nimmt, ein doch arg konstruiertes Finale zu präsentieren.“
„TV-Serien wie „CSI“ haben es vorgemacht: Wissenschaftlichkeit kombiniert mit gut erzählten Geschichten scheint ein Erfolgsrezept zu sein. […] Beckett gelingt es, das Erfolgsrezept der TV-Serie in die Literatur zu übersetzen.“

## Ausgaben
- Originalausgabe: Written in Bone. Bantam Press, London 2007, ISBN 978-0-593-05524-3.
- Deutsche Ausgabe: Kalte Asche. Thriller. Rowohlt Taschenbuchverlag, Hamburg 2007, ISBN 978-3-499-24195-6 (übersetzt von Andree Hesse).
- Hörbuch: Kalte Asche. Argon Verlag, Berlin 2007, ISBN 978-3-86610-313-9 (6 CDs, gelesen von Johannes Steck).

## Weitere Romane mit David Hunter
- 2006 The Chemistry of Death
  - Die Chemie des Todes, dt. von Andree Hesse, Wunderlich, Reinbek 2006, ISBN 978-3-8052-0811-6.
- 2009 Whispers of the Dead
  - Leichenblässe, dt. von Andree Hesse, Wunderlich, Reinbek 2009, ISBN 978-3-8052-0866-6.
- 2010 The Calling of the Grave
  - Verwesung, dt. von Andree Hesse, Wunderlich, Reinbek 2011, ISBN 978-3-8052-0867-3.
- 2013 Cat and Mouse
  - Katz und Maus. Eine David-Hunter-Story (Kurzgeschichte), dt. von Hans-Ulrich Möhring, Rowohlt E-Book, Reinbek 2013, ISBN 978-3-644-21431-6.
- 2017 The Restless Dead
  - Totenfang, dt. von Sabine Längsfeld und Karen Witthuhn, Wunderlich, Reinbek 2016, ISBN 978-3-8052-5001-6.
- 2019 The Scent of Death
  - Die ewigen Toten, dt. von Karen Witthuhn und Sabine Längsfeld, Wunderlich, Reinbek bei Hamburg 2019, ISBN 978-3-8052-5002-3.